# Erbera (Maruri)
Erbera es una entidad de población española del municipio de Maruri, perteneciente a la provincia de Vizcaya, en la comunidad autónoma del País Vasco. En 2023, la entidad singular de población tenía empadronados 310 habitantes.